# Милевский, Евгений Владимирович
Евге́ний Влади́мирович Миле́вский (15 августа 1961, Юрмала, Латвийская ССР, СССР) — советский и латвийский футболист.
Один из лучших бомбардиров первой лиги СССР, мастер спорта СССР.
В 2006 году был избран Федерацией футбола Латвии в числе 11 лучших футболистов Латвии за 100 лет.

## Биография
Начинал играть в футбольной школе Риги. В 80-х годах выступал за рижскую «Даугаву», где был одним из главных бомбардиров команды. В 1984 перешёл в московский «Спартак», но отыграв всего 6 игр, вернулся в «Даугаву».
В конце 80-х был приглашен тренером Виктором Прокопенко в одесский «Черноморец», но от перехода отказался. Через некоторое время в латвийскую федерацию футбола поступило анонимное письмо в адрес матери Милевского, которое он воспринял как личное оскорбление. Из внезапно создавшейся конфликтной ситуации единственным выходом посчитал эмиграцию из СССР.
В середине 1989 года выехал с женой по израильской визе в направлении Сан-Франциско. Перевалочным пунктом до США была Вена. По прибытии в Австрию на Милевского вышел менеджер венского «Рапида» и пригласил на одну из тренировок команды. После двусторонней игры ему сразу предложили подписать контракт, но Милевский решил взять время на раздумья. При этом на Милевского вышли и представители другого венского клуба, Аустрия (Вена), которые также призывали его остаться в Австрии.
Тем не менее, Милевский с женой отбыл в Рим, где жил некоторое время, ожидая разрешения на въезд в США. Спустя некоторое время ему позвонил в Рим адвокат «Аустрии» и сказал, что в австрийском посольстве его ждут две тысячи долларов и билеты на самолет в Вену. В итоге Милевский решился вернуться в Вену при помощи представителей «Аустрии» и через 5 месяцев вместе с женой получил гражданство Австрии.
С лета 1989 Милевский — основной игрок «Аустрии», успешно играет и забивает во всех турнирах: чемпионат, кубки, еврокубки.
В 1990 году он попал в список сорока кандидатов на поездку на чемпионат мира в Италии в составе сборной Австрии, но в результате травмы выпал из состава.
За сборную Австрии он так и не сыграл, однако получил приглашение в сборную Латвии, в составе которой провёл 3 матча и забил один гол (в отборочном матче к Евро-96 против сборной Португалии).
В июле 1991 перешёл в клуб «Санкт-Пёльтен», где также был игроком основы.
Завершал карьеру в клубах низших лиг Австрии.
В середине 90-х завершил карьеру и выбрал профессию футбольного агента. С его помощью в Австрию попали несколько футболистов из экс-СССР (напр., Виталий Астафьев), а также переезжали австрийцы в чемпионат России (напр., Эмануэль Погатец).
В настоящее время постоянно проживает в Австрии.

## Личная жизнь
Еврей по происхождению. Жена — Любовь, дочь — Дина. Мать — Серафима Израилевна, сестра Люба.